# Nancy Drew: Stay Tuned for Danger
Nancy Drew: Stay Tuned for Danger  (досл. укр. «Ненсі Дрю: Небезпека рядом») — друга інтерактивна пригодницька відеогра в серії «Nancy Drew», заснована на однойменній книзі 1987 року. Вийшла 13 листопада 1999 року для «Microsoft Windows» від розробників «Her Interactive». Гравці будуть відігравати роль дівчини-детектива, яка розслідує справу зі загадковими погрозами до акторів. Порівняно з попередньою грою, була покращена графіка та виконані в 3D персонажі. Також має три рівні складності, які не впливають на сюжет.[⇨] У зв'язку з проблеми сумісності із звуковими платами на нових комп'ютер, 17 листопада 2011 року продажі були призупинені. У 2016 році перевидання було перенесено на нову ігрову платформу, але, на відміну від попередньої, відеогра не була перероблена.[⇨] Переважно критики схвалили відеогру як підходящу для цільової аудиторії, поставивши їй високі оцінки.[⇨]

## Ігровий процес
«Stay Tuned for Danger» є інтерактивною пригодницькою відеогрою в стилі «вкажи і знайди». Відеогра має три режими складності: молодший (англ. junior detective), старший (англ. senior detective) та майстер-детектив (англ. master detective). Режими відповідають лише за доступність до підказок та не впливають на сюжет. Інтерфейс відеогри як і в попередній відображає інвентар, де зберігаються важливі для головоломок чи розслідування речі, і діалогове вікно для опитування підозрюваних. Курсор дозволяє переміщуватися на 360 градусів та оглядати місяця, зробленими у 3D. Під час наведення його на предмет, з яким можна взаємодіяти, змінюється на лупу. Усі персонажі та видеоролики анімовані, на відміну від попередниці, виконані в 3D-дизайні. Також графіка стала дещо кращою. У відеогрі часто потрібно буде допитувати підозрюваних, розгадувати головоломки та грати в різні міні-ігри. Якщо гравець потребує допомоги для подальшого проходження, то за допомогою телефона в квартирі Метті може отримати поради від її подруг — Бесс Марвін та Джесс Фейн, чи від її хлопця — Неда Нікерсона. Відеогра має декілька фатальних пасток, однак за допомогою «Другий шанс» можна повернутися до місця перед пасткою. Особливістю також є зміна дня і ночі для розгадування різних таємниць. Може відбуватися не лиже за ігровим часом, алей за бажання гравця.

## Сюжет
Метті Дженсен, популярна зірки мильної опери «Світло нашого кохання!» (англ. «Light of Our Love»), запрошує Ненсі Дрю до себе в Нью-Йорк. Актриса повідомляє детективу, що її колезі, Ріку Арлену, присилає таємничий «Б. Т. Казур» англ. B. T. Kaisuur листи з погрозами, зіпсований шоколад, зів'ялі квіти. Вона дає Ненсі пропуск «Всесвітньої телестудії» (англ. «Worldwide Broadcasting Studios»). Приїхавши до знімального майданчику, детектив стає слідком посягання на життя Ріка через скидання на нього прожектора. Пізніше студію закривають для відвідувань, і в Ненсі забирає пропуск режисер Ліліан Вайс. Метті радить детективу стати актором масовки та відсилає її до свого агента Двейна Паверса. Вона повертається до телестудії та допитує підозрюваних. Одного разу Ненсі заходить до гримерної Ріка та знаходить касету з погрозами та бомбу, яку вона знешкоджує. Після розмови з продюсером та пошуків доказів у звукозаписній студії, їй стали також погрожувати. Таємничою особою виявляється Двейн Паверс. Він бажав смерті актору через розрив контракту та заздрість до успішної акторської кар'єри. Ненсі удається його затримати та передати поліції.

### Персонажі
Ненсі Дрю
Озвучує — Лані Мінелла
Головний персонаж відеогри. 18-річний детектив-аматор з вигаданого містечка Рівер Гайтс у США. Полюбляє розгадувати таємниці та має дуже добру інтуїцію та аналітичні здібності.
Метті Дженсен
Озвучує — Моріа Сібольд Ангеліна
Зірка мильної опери «Світло нашого кохання!». Вона знімає квартиру в тітки Елоїзи Дрю та працює у «Всесвітньої телестудії» разом з Ріком Арленом. Ще зі зйомок «Ромео і Джульєтти» зустрічалась з ним, але пізніше їх стосунки закінчились.
Рік Арлен
Озвучує — Раян Драммонд
Актор Рорі Денер зі серіалу «Світло нашого кохання!». Хотів переїхати до Голлівуду, щоб продовжувати працювати у фільмах, але через свою репутацію з дамами та нелояльність до контракту змусив людей пліткувати про нього.
Двейн Паверс
Озвучує — Боб Гіт
Кіноагент. Знайомий із Метті ще з часів гастролей в театрі Белфрі. Через невдачу в кар'єрі актора йому прийшлось відкрити агентство талантів. Був також агентом для Ріка, але він розірвав з ним контракт. У зв'язку з цим у нього виникають фінансові труднощі, а заздрість через успішну кар'єру актора лише посилювала це бажання. 
Мілдрет «Міллі» Страторн
Озвучує — Лані Мінелла
Ексцентрична літня жінка. Міллі засновниця «Всесвітньої телестудії» і працює в реквізиторському цеху. Часто не відрізняє реальність від фантазії. Пропонувала зміни до сценарію «Світло нашого кохання!», де Рорі Денер гине, але їй відмовляли.
Ліліан Вайс
Озвучує — Джерал Фонтейн
Режисер «Світло нашого кохання!». Зустрічалась з Ріком, але він її кинув як й інших.
Вільям «Білл» Паппас
Озвучує — Френк Мартін
Літній продюсер «Світло нашого кохання!».
Овен В. Спайдер
Озвучує — Роджер Дженсен
Таємнича особа, яка з'являється при виникненні аварій чи загроз. Ненсі з ним ніколи не зіткнулась віч-на-віч. Був нещодавно працевлаштований до агентства талантів. У кінці виявляється, що це був Двейн, який таким чином надсилав посилки до гримерної Ріка.
Ральф Гуардіно
Озвучує — Боб Гіт
Охоронець «Всесвітньої телестудії».
Іншими персонажами є помічники Ненсі — Бесс Марвін, Джесс Фейн, Нед Нікерсон.

## Розробка і перевидання
3 квітня 1999 року «Toledo Blade» повідомив, що «Her Interactive» розробляє «Stay Tuned for Danger». У світ відеогра вийшла 13 листопада 1999 року для «Microsoft Windows» від видавництва «DreamCatcher Interactive». Відеогра була заснована за однойменним твором із циклу «Файли Ненсі Дрю».
Офіційно продажі «Stay Tuned for Danger» припинилися 17 листопада 2011 року через проблеми несумісності із звуковими картами на нових комп'ютерах. Хоча «Her Interactive» випустила ремастеризовану версію своєї першої гри «Nancy Drew: Secrets Can Kill», однак таких планів щодо інших старих відеоігор у них не було. 2016 року продажі «Stay Tuned for Danger» повернулися на новій платформі для цифрового завантаження, але також були опубліковані поради щодо правильної роботи на сучасних комп'ютерах, особливо зі системами Windows 7 і пізнішими.

## Сприйняття
| Агрегатор    | Оцінка  |
| ------------ | ------- |
| GameRankings | 72,50 % |

| Видання          | Оцінка |
| ---------------- | ------ |
| Adventure Gamers | [ 9 ]  |
| AllGame          | [ 10 ] |

### Продажі
За 2001 рік було продано 20 826 копій відеогри в Північній Америці, згідно з даними «PC Data». Ювелірний випуск розійшовся в 47 179 копій за 2003 рік.

### Критика
«Just Adventure» описує «Stay Tuned for Danger» як хорошу інтерактивну відеогру для дівчаток та поставили оцінку «B». «Adventure Gamers» хвалять її за дороблений інтерфейс та добре деталізований світ, критикуючи за третій акт, де Ненсі мало брала участі у вирішені таємниць. «Adventure Classic Gaming» зауважує на краще опрацьовані діалоги на їх вплив на розслідування, гармонійний сюжет, привабливий інтерфейс. Однак критикують за «поганий дизайн головоломок», а останню вважають провальною. Вони також зазначили, що голоси в оригінальній версії звучать штучно, але добре оцінили музику.
«New Strait Times» писали, що хоч відеогра «має певний вуаєристичний шарм», проте «страждала від деяких дуже надуманих головоломок, що коли-небудь були створені для пригодницьких ігор»
Навесні 2000 року «Stay Tuned for Danger» здобула золото на «Parents' Choice Award».